# غافين لارسن
غافين لارسن (27 سبتمبر 1962 بويلينغتون في نيوزيلندا - ) (بالإنجليزية: Gavin Larsen)‏ هو لاعب كريكت نيوزلندي. شارك مع منتخب نيوزيلندا الوطني للكريكت.

## وصلات خارجية
- غافين لارسن على موقع إي آس بي آن كريك إنفو (الإنجليزية)